# 河北町立北谷地小学校
河北町立北谷地小学校（かほくちょうりつ きたやちしょうがっこう）は山形県西村山郡河北町にある公立小学校。

## 所在地
- 山形県西村山郡河北町大字吉田367

## 沿革
- 1874年（明治7年）2月 -  谷地学校分校として、岩木岩松院に設置。
- 1892年（明治25年）11月 - 新校舎落成。
- 1901年（明治34年） -  北谷地尋常高等小学校に改称
- 1941年（昭和16年） - 北谷地国民学校に改称。
- 1947年（昭和22年） - 北谷地村立北谷地小学校に改称。
- 1954年（昭和29年） - 河北町立北谷地小学校に改称
- 1979年（昭和54年） - 旧北谷地中学校校舎に移転
- 1995年（平成7年） - 新校舎完成

## 学区
- 改目・吉田上・吉田上中・吉田下中・吉田下・笹川・下河原・新吉田南・新吉田北・岩木四・岩木三 ・岩木二・岩木一・山口・岩枝・笹本・大道端・岩根上・岩根下[2]

## 卒業後
- 河北中学校へ進学する[2]